# Домари Филмон
Домари Филмон (фр. Dommarie-Eulmont) насеље је и општина у североисточној Француској у региону Лорена, у департману Мерт и Мозел која припада префектури Нанси.
По подацима из 2011. године у општини је живело 80 становника, а густина насељености је износила 14,49 становника/km². Општина се простире на површини од 5,52 km². Налази се на средњој надморској висини од 350 метара (максималној 492 m, а минималној 291 m).

## Демографија
| 1962. | 1968. | 1975. | 1982. | 1990. | 1999. | 2011. |
| ----- | ----- | ----- | ----- | ----- | ----- | ----- |
| 67    | 79    | 72    | 72    | 75    | 76    | 80    |

График промене броја становника у току последњих година